# Dichelia cedricola
Dichelia cedricola là một loài côn trùng trong họ Tortricidae. Loài này được Diakonoff miêu tả khoa học đầu tiên năm 1974.
Đây là loài gây hại của cây Acacia longifolia, phát triển phổ biến ở Liban.